# Melanoides admirabilis
Melanoides admirabilis là một loài ốc nước ngọt có mang và nắp (động vật chân bụng)|nắp ốc, là động vật chân bụng sống dưới nước động vật thân mềm trong họ Thiaridae.
Loài này phân bố ở Cộng hòa Dân chủ Congo, Tanzania, và Zambia. Môi trường sống tự nhiên của chúng là hồ nước ngọt.